# Caladenia alpina
Caladenia alpina (tên tiếng Anh Mountain Caladenia) là một loài lan đặc hữu của Australia.